# Santa Leonor (distrito)
O Distrito peruano de Santa Leonor é um dos doze distritos que formam a Província de Huaura, situada no Departamento de Lima, pertencente a Região Lima, na zona central do Peru.

## Transporte
O distrito de Santa Leonor é servido pela seguinte rodovia:
- LM-107, que liga a cidade de Checras ao distrito de Pacaraos [1][2][3]